# أرز على البخار
يشير الأرز المطبوخ إلى الأرز المطبوخ إما بالبخار أو الغليان. يشيع استخدام مصطلحات الأرز المطهو على البخار أو الأرز المسلوق أي متغير من الأرز الآسيوي (سوا إنديكا و تفرضه اليابان أصناف) الأرز الأفريقي أو الأرز البري، الدبق أو غير الدبق منذ فترة طويلة متوسطة أو قصيرة الحبوب من أي لون ويمكن استخدامها. يمكن أن يكون الأرز للطبخ من الحبوب الكاملة أو المطحون